# Dynamite Pass
Dynamite Pass è un film del 1950 diretto da Lew Landers.
È un western statunitense con Tim Holt, Lynne Roberts, Regis Toomey, Robert Shayne e Don C. Harvey.

## Produzione
Il film, diretto da Lew Landers su una sceneggiatura di Norman Houston, fu prodotto da Herman Schlom per la RKO Radio Pictures e girato nelle Alabama Hills a Lone Pine, California, dal 13 settembre a fine settembre 1949. Il titolo di lavorazione fu Dynamite Trail.

## Distribuzione
Il film fu distribuito negli Stati Uniti dal 23 marzo 1950 al cinema dalla RKO Radio Pictures.
Altre distribuzioni:
- in Uruguay il 6 febbraio 1952 (Camino dinamitado)
- in Brasile (Desfiladeiro Fatal)

### Promozione
Le tagline sono:
- GANGSTERS HOLD PRAIRIE LIFE-LINE!
- "PAY OFF!...OR SHOOT IT OUT!" The Mesa City trail becomes a high-road to death---when hoodlums take over the right of way...and six-guns guard every entry!
- IT'S PAY...OR DIE! Gun-point terror grips the prairie life-line...but Tim don't scare easy!
- Pass At Your Peril! A new twist on highway robbery when outlaws set up a "legal" shake-down on Mesa City trail! PAA AT YOUR PERIL! A new twist on highway robbery when outlaws set up a "legal" shake-down on Mesa City trail!